# Molorchus marginalis
Molorchus marginalis là một loài bọ cánh cứng trong họ Cerambycidae.